# Angul Hammerich
Angul Hammerich (født 25. november 1848 i København, død 26. april 1931 på Frederiksberg) var en dansk musikhistoriker. Han var bror til komponisten Asger Hamerik og farbror til komponisten og dirigenten Ebbe Hamerik.
Han tog i 1872 statsvidenskabelig eksamen og var fra 1874-1880 ansat som assistent i Den Kongelige Livrenteanstalt, men jævnsides med dette var han optaget af musikalske studier, både som musikforsker og som udøvende musiker. I løbet af 1870'erne blev han stadig mere optaget af musikalske aktiviteter som musikanmelder ved ugebladet Nær og Fjern, Illustreret Tidende og Nationaltidende. Fra 1880 levede han som musikskribent og i 1896 blev han den første musikforsker der var tilknyttet Københavns Universitet. I 1915 fik han magisterkonferensen i musikhistorie oprettet, og hans tilknytning til universitetet, der i en lang årrække havde været af midlertidig karakter, blev fra 1916 til en fast stilling som docent i musikhistorie. 
Desuden sad han i bestyrelsen for Kammermusikforeningen, Musikforeningen, Den Letterstedtske Forening og Dansk Musikselskab, hvis formand og æresmedlem han blev. Han var tillige medlem af Kungliga Musikaliska Akademien i Sverige, Ridder af Dannebrog og Dannebrogsmand. Han arrangerede musikhistoriske koncerter, og en tid ledede han sammen med Hornemans enke det af Horneman oprettede konservatorium.
Blandt hans forskningsfelter kan nævnes musiklivet ved Christian 4.s hof, det historiske Compeniusorgel på Frederiksborg Slot, lurerne fra bronzealderen, instrumenternes historie og studier over den islandske musik. Han blev en forgangsmand indenfor musikforskning i Danmark og skrev mange artikler til aviser og tidsskrifter om komponister og musikhistoriske emner. Han var også hovedmanden bag skabelsen af Musikhistorisk Museum i København (åbnet 1898) og udgivelsen af museets katalog (1909). Han var museets leder indtil sin død.

## Udgivelser i udvalg
- Musikforeningens Historie 1836-86 (1886)
- Musiken ved Christian den Fjerdes Hof. Et Bidrag til dansk Musikhistorie. Kjøbenhavn 1892. (disputats 1892)
- Kjøbenhavns Musikkonservatorium 1867-1892 (1892)
- Kammermusikforeningen 1868-1893 (1893)
- Musik-Mindesmærker fra Middelalderen i Danmark (1912 med fortsættelse 1918)
- Biografiske Essays om J. P. E. Hartmann (1916)
- Dansk Musikhistorie indtil ca. 1700 (1921)
- Musical Relations between England and Denmark in the 17th century
- Musik i Danmark ved Aar 1900